# André Picornell
André Carl Picornell, född 3 april 2004 är en svensk/spansk fotbollsspelare (målvakt) som spelar i Gil Vicente i Portugisiska Primeira Liga

## Klubblagskarriär
André Picornells moderklubb är IF Brommapojkarna där han började spela i knatteskolan som femåring.  Han var därefter klubben trogen fram till att han som 17-åring lämnade dem för spel med Djurgårdens IF.
Då Tommi Vaiho 2022 lånades ut till IK Sirius fick Picornell agera tredjemålvakt i Djurgårdens IF redan under sin debutsäsong. Det blev dock inget allsvenskt spel utan han matchades istället i P19 Allsvenskan, där han gjorde det så pass bra att han mottog priset som Årets Unicoachmålvakt, vilket tilldelas seriens bästa målvakt.
Inför säsongen 2023 lyftes Picornell upp permanent i A-lagstruppen och den 9 april 2023 fick han också debutera i Allsvenskan, då han hoppade in istället för Jacob Widell Zetterström efter att denne blivit utvisad i den 51:a minuten av 0-0-matchen mot IK Sirius. Inhoppet kom dagen efter att Picornell spelat 90 minuter i Stockholmsderbyt mot AIK i P19 Allsvenskan.  I den efterföljande matchen – 0-2-förlusten mot Halmstads BK – startade Picornell för första gången en allsvensk match. Veckan därpå åkte han på en inflammation i knäet som gjorde att han tappade målvaktsplatsen på nytt.
Picornell lämnade Djurgården i januari 2024 och spelar nu i Gil Vicente i Portugisiska Primeira Liga. 

## Landslagskarriär
André Picornell har möjlighet att representera Sverige och Spanien.
Han har representerat Sveriges U21,U19- och U17-landslag men var som 17-åring även på ett landslagsläger med Spanien.  Picornell har dock inte gjort några ungdomslandskamper för det spanska landslaget. 
Det första landslagsframträdandet kom den 17 september 2019 i P15-landslagets 3-1-seger mot Norge. För Picornell blev debuten extra minnesvärd då han räddade en straff två gånger om.
Picornell debutera i U21 mot Belgien 21 mars 2025 och blev uttagen även till nästa landslagssamling där Picornell spelade mot Kroatien 10 juni 2025. Den 7 september 2021 gjorde Picornell sin första U19-landskamp då P17-landslaget besegrade Danmark med 2-1. Under åren som följde etablerade han sig som landslagskullens förstaval mellan stolparna och han stod i mål i fem av sex kvalmatcher när Sverige spelade U19-EM 2023.

## Statistik
| Klubb              | Säsong             | Liga               | Liga    | Liga | Nationell cup | Nationell cup | Internationell cup | Internationell cup | Övrigt  | Övrigt | Totalt  | Totalt |
| Klubb              | Säsong             | Division           | Matcher | Mål  | Matcher       | Mål           | Matcher            | Mål                | Matcher | Mål    | Matcher | Mål    |
| ------------------ | ------------------ | ------------------ | ------- | ---- | ------------- | ------------- | ------------------ | ------------------ | ------- | ------ | ------- | ------ |
| Djurgårdens IF     | 2023               | Allsvenskan        | 2       | 0    | 0             | 0             | -                  | -                  | -       | -      | 2       | 0      |
| Totalt i karriären | Totalt i karriären | Totalt i karriären | 2       | 0    | 0             | 0             | 0                  | 0                  | 0       | 0      | 2       | 0      |

## Personligt
André Picornell har en mamma från Sverige och en pappa från Spanien.